# Krig och feg
Krig och feg (engelska: The Americanization of Emily) är en amerikansk romantisk komedi från 1964 i regi av Arthur Hiller.
Filmen är baserad på William Bradford Huies roman med samma namn.

## Handling
Örlogskapten Madison har lyckats undvika strid under andra världskriget men vid Operation Overlord blir det plötsligt allvar.

## Rollista i urval
- James Garner - örlogskapten Charles E. Madison
- Julie Andrews - Emily Barham
- Melvyn Douglas - amiral William Jessup
- James Coburn - örlogskapten "Bus" Cummings
- Joyce Grenfell - mrs Barham
- Edward Binns - amiral Thomas Healy
- Liz Fraser - Sheila
- Keenan Wynn - den gamle sjömannen
- John Crawford - fanjunkare Paul Adams
- William Windom - kapten Harry Spaulding
- Steve Franken - den unge sjömannen
- Sharon Tate - (ej krediterad)